# Chambord (Québec)
Pour les articles homonymes, voir Chambord.
Chambord est une municipalité du Québec faisant partie de la MRC le Domaine-du-Roy, située dans la région administrative du Saguenay–Lac-Saint-Jean. Elle est nommée en l'honneur d'Henri d'Artois, « comte de Chambord » et prétendant au trône de France au moment de la fondation du village, en 1845.
Plus précisément située au carrefour des routes 155 et 169, est aussi accessible par le chemin de fer Québec et Lac-St-Jean. Le village historique de Val-Jalbert est sa principale attraction touristique.

## Histoire

### Héraldique
| L'écu de la municipalité de Chambord se blasonne ainsi : Parti, de sinople à la gerbe d'or, de gueules à un centre ferroviaire d'argent ; au chef du drapeau saguenéen. |

### Chronologie municipale
- 1er janvier 1873 : Érection de la paroisse de Saint-Louis de Métabetchouan.
- 19 janvier 1916 : La paroisse de Saint-Louis de Métabechouan devient la municipalité de Saint-Louis de Chambord.
- 24 octobre 1931 : Érection de la municipalité de Métabetchouan.
- 16 avril 1932 : La municipalité de Saint-Louis de Chambord devient le village de Chambord.
- 17 février 1934 : La municipalité de Métabetchouan devient la paroisse de Saint-Louis-de-Chambord.
- 8 décembre 1973 : Fusion du village de Chambord et de la paroisse de Saint-Louis-de-Chambord et érection de la municipalité de Chambord.

## Description

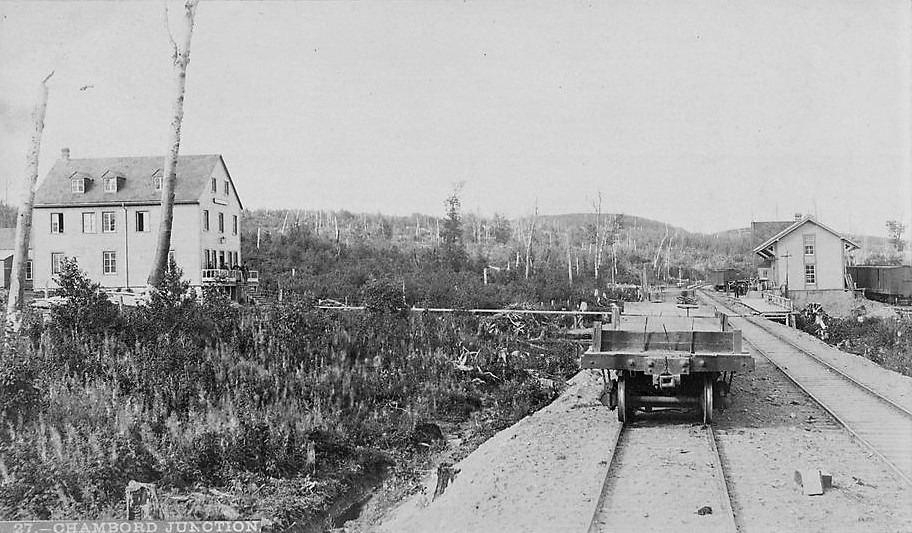
Embranchement de Chambord

Chambord est officiellement reconnue dans la région comme le « Royaume de la ouananiche ». On retrouve à quelques endroits de petites affiches "Chambord, Royaume de la ouananiche." Elle fut d'ailleurs surnommée autrefois Chambord-Boucane (boucane signifie "fumée") en raison du nombre important de fumoirs à poisson qu'on y trouvait.
Les Chambordais reconnaissent entre eux les différentes parties de Chambord, comme le village lui-même, où se concentrent les différents points de services et d'approvisionnement, la Pointe de Chambord, une longue péninsule qui s'avance sur le lac Saint-Jean, les Sables (partie ouest du village nommée en référence avec le Rang des Sables), ainsi que les secteurs de la Petite Martine et de La Martine.
Le Festival du Cowboy est son festival annuel. Le village de Chambord a fêté ses 150 ans à l'été 2007.

## Culture

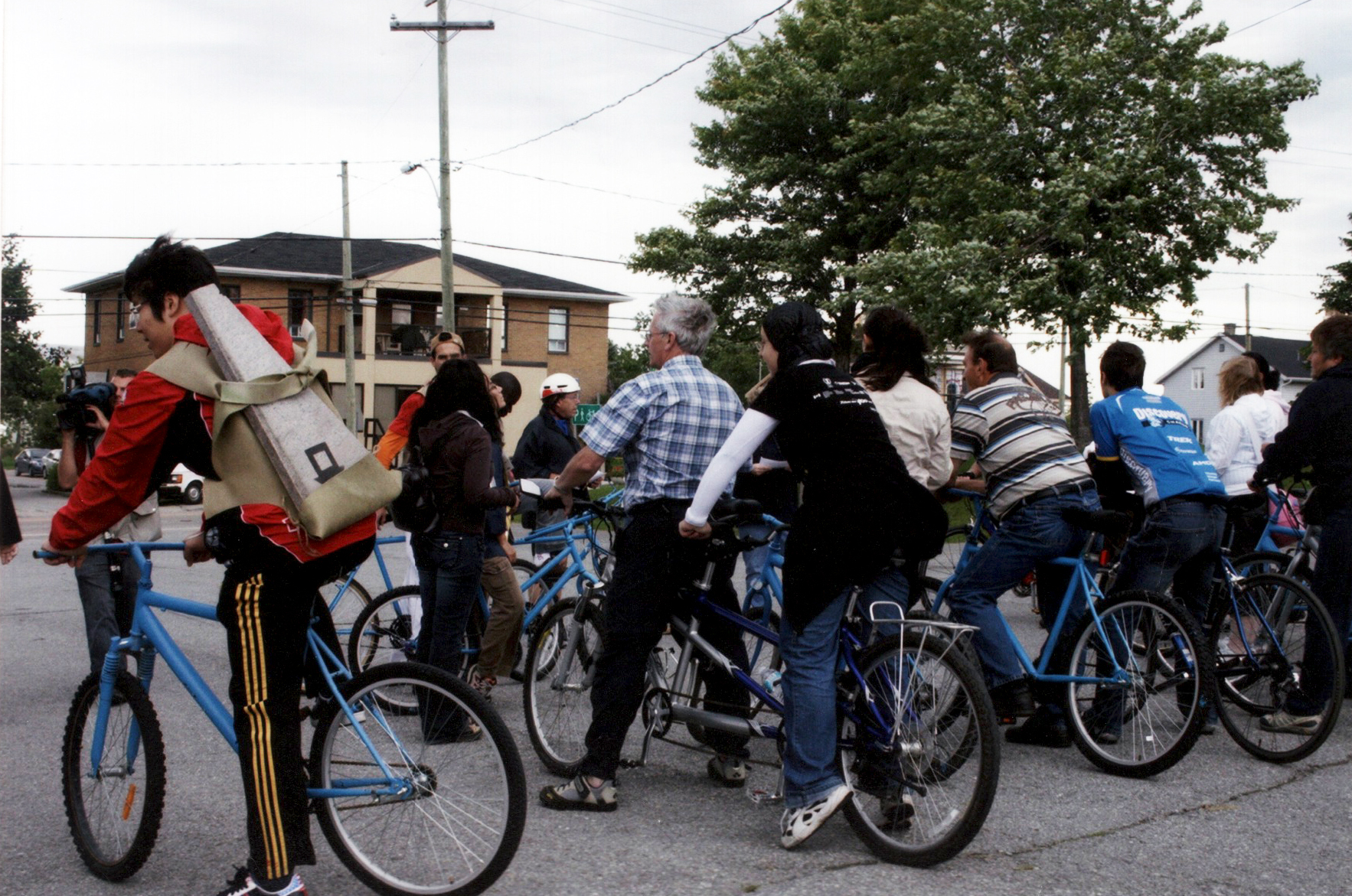
Les Portageurs à vélo débutant leur performance.

Chambord a une histoire sportive importante touchant le cyclisme. Au début des années 1960, l’activité vélo s’est développée considérablement au Saguenay—Lac-Saint-Jean et plus particulièrement à Chambord qui est devenu « Capitale du cyclisme », en 1970 grâce à son Club de vélo et à André Lestourneau organisateur des compétitions du Tour du Lac-Saint-Jean. Dans ces années, Chambord était un pôle important du cyclisme pour les élites canadiennes et américaines. Pour cette raison, le collectif d’artistes Interaction Qui dans le cadre de la Grande Marche des Tacons-Sites a implanté le Tacon Site du Dépassement en 2008.

## Géographie
La rivière Ouiatchouan délimite l'ouest de la municipalité et y coule vers le nord jusqu'à son embouchure dans le lac Saint-Jean.
La rivière Métabetchouane en délimite le nord-est et y coule vers le nord-est et jusqu'à son embouchure dans le lac Saint-Jean.

## Démographie
| 1991  | 1996  | 2001  | 2006  | 2011  | 2016  | 2021  |
| ----- | ----- | ----- | ----- | ----- | ----- | ----- |
| 1 739 | 1 784 | 1 693 | 1 690 | 1 773 | 1 765 | 1 748 |

## Administration
Les élections municipales se font en bloc pour le maire et les six conseillers.
| Chambord Maires depuis 2001                                                                                          |               |         |          |
| Élection | Maire         | Qualité | Résultat |
| 2001 | Bruno Laroche |         | Voir     |
| 2005 | Bruno Laroche | Voir    |          |
| 2009 | Gérard Savard |         | Voir     |
| 2013 | Gérard Savard | Voir    |          |
| 2017 | Luc Chiasson  |         | Voir     |
| 2021 | Luc Chiasson  | Voir    |          |
| Élection partielle en italique Depuis 2005, les élections sont simultanées dans toutes les municipalités québécoises |               |         |          |